# Tlapehuala (kommun)
Tlapehuala är en kommun i Mexiko.   Den ligger i delstaten Guerrero, i den södra delen av landet, 190 km sydväst om huvudstaden Mexico City. Antalet invånare är 20 989. Arean är 267 kvadratkilometer.
Terrängen i Tlapehuala är varierad.
Följande samhällen finns i Tlapehuala:
- Tlapehuala
- Nuevo Guerrero
- Tiringueo
- Rincón del Gallo
- Colonia Juárez
- El Tanque
- El Cuacuyul
- El Limón de Guadalupe